# Newtown (Connecticut)
Pour les articles homonymes, voir Newtown.
Newtown est une ville située dans le comté de Fairfield, dans l'État du Connecticut, aux États-Unis. Lors du recensement de 2010, sa population s’élevait à 27 560 habitants.

## Géographie
Selon le Bureau du Recensement des États-Unis, la superficie de la ville est de59,07 milles carrés (152,99 km2), dont 57,66 milles carrés (149,34 km2) de terres et 1,41 milles carrés (3,65 km2) de plans d'eau (soit 2,39 %).

## Histoire
D'abord appelée Pootatuck and Quanneapague, la ville est renommée New Torn en 1708. Newtown devient une municipalité en 1711.
Une tuerie de masse, la troisième plus meurtrière survenue en milieu scolaire aux États-Unis, s’y est produite le vendredi 14 décembre 2012 à l’intérieur de l'école primaire du village de Sandy Hook (Sandy Hook Elementary School), faisant 28 victimes dont 20 enfants.

## Démographie
Lors du recensement de 2010, la municipalité de Newtown comptait 27 560 habitants, dont 1 941 dans le borough de Newtown.
D'après le recensement de 2000, il y avait 25 031 habitants, 8 325 ménages, et 6 776 familles dans la ville. La densité de population était de 167,3 hab/km2. Il y avait 8 601 maisons avec une densité de 57,5 maisons/km2. La composition ethnique de la population était : 95,14 % blancs ; 1,75 % noirs ; 0,14 % amérindiens ; 1,40 % asiatiques ; 0,04 % natifs des îles du Pacifique ; 0,64 % des autres races ; 0,89 % de deux ou plus races. 2,36 % de la population était hispanique ou Latino de n'importe quelle race.
Il y avait 8 325 ménages, dont 44,7 % avaient des enfants de moins de 18 ans, 73,3 % étaient des couples mariés, 5,8 % avaient une femme qui était parent isolé, et 18,6 % étaient des ménages non-familiaux. 14,8 % des ménages étaient constitués de personnes seules et 5,8 % de personnes seules de 65 ans ou plus. Le ménage moyen comportait 2,90 personnes et la famille moyenne avait 3,24 personnes.
Dans la ville la pyramide des âges était 29,3 % en dessous de 18 ans, 4,4 % de 18 à 24, 32,5 % de 25 à 44, 25,1 % de 45 à 64, et 8,7 % qui avaient 65 ans ou plus. L'âge médian était 38 ans. Pour 100 femmes, il y avait 104,9 hommes. Pour 100 femmes de 18 ans ou plus, il y avait 103,5 hommes.
Le revenu médian par ménage de la ville était 90 183 dollars US, et le revenu médian par famille était $99 192. Les hommes avaient un revenu médian de $68 965 contre $42 217 pour les femmes. Le revenu par habitant de la ville était $37 786. 3,1 % des habitants et 2,2 % des familles vivaient sous le seuil de pauvreté. 3,0 % des personnes de moins de 18 ans et 3,9 % des personnes de plus de 65 ans vivaient sous le seuil de pauvreté.
| 1756  | 1774  | 1782  | 1790  | 1800  | 1810  |
| ----- | ----- | ----- | ----- | ----- | ----- |
| 1 253 | 2 229 | 2 404 | 2 764 | 2 903 | 2 834 |

| 1820  | 1830  | 1840  | 1850  | 1860  | 1870  |
| ----- | ----- | ----- | ----- | ----- | ----- |
| 2 879 | 3 096 | 3 189 | 3 338 | 3 578 | 3 681 |

| 1880  | 1890  | 1900  | 1910  | 1920  | 1930  |
| ----- | ----- | ----- | ----- | ----- | ----- |
| 4 013 | 3 539 | 3 276 | 3 012 | 2 751 | 2 635 |

| 1940  | 1950  | 1960   | 1970   | 1980   | 1990   |
| ----- | ----- | ------ | ------ | ------ | ------ |
| 4 023 | 7 448 | 11 373 | 16 942 | 19 107 | 20 779 |

| 2000   | 2010   | - | - | - | - |
| ------ | ------ | - | - | - | - |
| 25 031 | 27 560 | - | - | - | - |